# Chalmersska Ingenjörsföreningen
Chalmersska Ingenjörsföreningen,  är en alumniförening bildad den 2 mars 1907 i Hantverks- och industriföreningens lokaler på Erik Dahlbergsgatan i Göteborg, då ett åttiotal chalmersingenjörer deltog. Först den 20 mars antogs stadgarna vid ett extra möte. Beteckningen "Chalmersska" hämtades från "Chalmersska Institutet" och kan fortfarande ses på husfasaden vid Storgatan där skolan då höll till. 
Föreningen är "en kamratlig sammanslutning av dem som utexaminerats från Chalmers tekniska högskola," med syfte "att genom en kamratlig sammanslutning av utexaminerade från Chalmers i olika åldrar verka för att dels främja gemensamma intressen, dels bistå platssökande medlemmar och praktiksökande de elever vid Chalmers i att finna lämpliga platser." Föreningens verksamhet omfattar aktiva lokalavdelningar både nationellt och globalt.

Föreningens namn förkortades tidigare till C.I.F. Från 1980-talet används istället förkortningen CING när hela namnet anses vara för långt. På engelska benämns föreningen Chalmers Alumni Association
Föreningens tidskrift heter Avançons (låt oss gå framåt!), vilket syftar på William Chalmers valspråk avancez (gå framåt!).
Föreningen delar årligen ut Gustaf Dalénmedaljen